# Tipula tuscarora
Tipula tuscarora är en tvåvingeart som beskrevs av Alexander 1915. Tipula tuscarora ingår i släktet Tipula och familjen storharkrankar. Inga underarter finns listade i Catalogue of Life.